# 蒂科
蒂科是非洲中西部國家喀麥隆的港口，由西南省負責管轄，是該國的熱門旅遊地點，主要經濟來源包括橡膠、香蕉和棕櫚油，2010年人口55,914。
4°5′N 9°23′E / 4.083°N 9.383°E